# FC Bentonit Ijevan
Football Club Bentonit Ijevan (arménsky: Ֆուտբոլային Ակումբ „Բենտոնիտ“ Իջեւան) byl arménský fotbalový klub sídlící ve městě Idževan. Klub byl založen v roce 1990, zanikl v roce 2007.

## Historické názvy
Zdroj: 
- 1990 – FC Bentonit Ijevan (Football Club Bentonit Ijevan)
- 1992 – FC Kaen Ijevan (Football Club Kaen Ijevan)
- 1993 – FC SKA Ijevan (Football Club SKA Ijevan)
- 1996 – FC Kaen Ijevan (Football Club Kaen Ijevan)
- 2000 – FC Tavuš Ijevan (Football Club Tavuš Ijevan)
- 2007 – FC Bentonit Ijevan (Football Club Bentonit Ijevan)

## Umístění v jednotlivých sezonách
Zdroj: 
Legenda: Z - zápasy, V - výhry, R - remízy, P - porážky, VG - vstřelené góly, OG - obdržené góly, +/- - rozdíl skóre, B - body, červené podbarvení - sestup, zelené podbarvení - postup, fialové podbarvení - reorganizace, změna skupiny či soutěže
| Sovětský svaz (1990 – 1991)               |                               |        |                                          |                                          |                                          |                                          |                                          |                                          |                                          |                                          |        |
| Sezóny                                    | Liga                          | Úroveň | Z                                        | V                                        | R                                        | P                                        | VG                                       | OG                                       | +/-                                      | B                                        | Pozice |
| 1990                                      | Vtoraja nizšaja liga - 2 zona | 4      | 18                                       | 3                                        | 6                                        | 9                                        | 19                                       | 41                                       | -22                                      | 12                                       | 20.    |
| ...                                       |                               |        |                                          |                                          |                                          |                                          |                                          |                                          |                                          |                                          |        |
| Arménie (1992 – 2007)                     |                               |        |                                          |                                          |                                          |                                          |                                          |                                          |                                          |                                          |        |
| Sezóny                                    | Liga                          | Úroveň | Z                                        | V                                        | R                                        | P                                        | VG                                       | OG                                       | +/-                                      | B                                        | Pozice |
| 1992                                      | Aradżin chumb                 | 2      | 26                                       | 17                                       | 2                                        | 7                                        | 52                                       | 29                                       | +23                                      | 36                                       | 9.     |
| 1993                                      | Aradżin chumb – sk. A         | 2      | Klub se odhlásil před zahájením soutěže. | Klub se odhlásil před zahájením soutěže. | Klub se odhlásil před zahájením soutěže. | Klub se odhlásil před zahájením soutěže. | Klub se odhlásil před zahájením soutěže. | Klub se odhlásil před zahájením soutěže. | Klub se odhlásil před zahájením soutěže. | Klub se odhlásil před zahájením soutěže. | 10.    |
| Klub byl v letech 1994 až 1996 neaktivní. |                               |        |                                          |                                          |                                          |                                          |                                          |                                          |                                          |                                          |        |
| 1996/97                                   | Aradżin chumb                 | 2      | 22                                       | 1                                        | 3                                        | 18                                       | 19                                       | 75                                       | -56                                      | 6                                        | 12.    |
| Klub byl v letech 1997 až 1999 neaktivní. |                               |        |                                          |                                          |                                          |                                          |                                          |                                          |                                          |                                          |        |
| 2000                                      | Aradżin chumb                 | 2      | 16                                       | 2                                        | 4                                        | 10                                       | 22                                       | 52                                       | -30                                      | 10                                       | 8.     |
| 2001                                      | Aradżin chumb                 | 2      | 14                                       | 0                                        | 1                                        | 13                                       | 6                                        | 42                                       | -36                                      | 1                                        | 8.     |
| Klub byl v letech 2002 až 2006 neaktivní. |                               |        |                                          |                                          |                                          |                                          |                                          |                                          |                                          |                                          |        |
| 2007                                      | Aradżin chumb                 | 2      | 3                                        | 2                                        | 0                                        | 1                                        | 8                                        | 4                                        | +4                                       | 6                                        | 9.     |